# Sosnowa Wola (osada leśna)
Sosnowa Wola – osada leśna w Polsce położona w województwie lubelskim, w powiecie kraśnickim, w gminie Gościeradów.
W latach 1975–1998 miejscowość administracyjnie należała do województwa tarnobrzeskiego.